# Anabella del Rosario Dávila Martínez
Anabella Dávila es Profesora Emérita de Administración de la EGADE Business School del Tecnológico de Monterrey, México.
Originaria de la ciudad de Monterrey, obtuvo un título en Psicología de la Universidad Regiomontana y una maestría en Administración de Empresas con acentuación en Gestión de Recursos Humanos por la Universidad Autónoma de Nuevo León. Posteriormente, obtuvo el doctorado en Administración Educativa en la Universidad Estatal de Pensilvania en los Estados Unidos.
La Dra. Dávila ha coeditado varios libros, capítulos de investigación y artículos arbitrados en revistas académicas sobre cultura laboral y gestión de recursos humanos en América Latina. Además de cultura y gestión de recursos humanos, su interés en investigación incluye el desarrollo humano y la sostenibilidad social.
La Dra. Dávila ha sido profesora e investigadora invitada en varias universidades nacionales e internacionales. Actualmente es miembro activo de la Academia de Administración, Academia Mexicana de Ciencias, Sistema Nacional de Investigadores (SNI-CONACYT) en México, Nivel II, Miembro Fundadora de la Red de Investigación de Multinacionales Emergentes (EMRN), y evaluadora del Premio Nacional de la Calidad en México.